# Amor immortal
Amor immortal (títol original: Immortal Beloved) és una pel·lícula estatunidenco-britànica dirigida per Bernard Rose, estrenada l'any 1994. Ha estat doblada al català. Anthony Hopkins inicialment havia de fer el paper de Beethoven.

## Argument
El film va de la vida de Ludwig van Beethoven. A la seva mort, es troba un document manuscrit pel qual Ludwig desitja llegar tots els seus béns a « la meva immortal ben estimada » (« meine unsterbliche Geliebte » en alemany). Anton Schindler, el seu fidel amic i secretari, decideix investigar aquesta dona.

## Repartiment
- Gary Oldman: Ludwig van Beethoven
- Jeroen Krabbé: Anton Felix Schindler
- Isabella Rossellini: Anna Marie Erdödy
- Johanna ter Steege: Johanna Reiss
- Marco Hofschneider: Karl van Beethoven
- Miriam Margolyes: Nanette Streicherová
- Barry Humphries: Clemens Metternich
- Valeria Golino: Giulietta Guicciardi
- Gerard Horan: Nikolaus Johann van Beethoven
- Christopher Fulford: Kaspar Anton Carl van Beethoven
- Alexandra Pigg: Therese Obermayer
- Luigi Diberti: Franz Josef Guicciardi
- Michael Culkin: Jakob Hotscevar
- Donal Gibson: Karl Holz
- Matthew North: Karl van Beethoven, de jove

## Crítica
- "Producció massa ambiciosa (...) El film resulta massa avorrit (...) sobreactuació d'Oldman"[4]